# Going Under
"Going Under"  este al doilea single al formației rock Evanescence de pe primul album "Fallen". Era plănuit să fie primul single, dar succesul piesei "Bring Me To Life" a eclipsat decizia inițială.
O foarte rară și greu de găsit versiune demo, cu doar câteva modificări minore diferite de versiunea de pe "Fallen" este disponibilă pe internet și pe site-urile peer-to-peer. Diferența o face felul în care vocea lui Amy e mixată și sunetul instrumentelor.  
Muzica poate fi auzită în jocul video "Enter The Matrix". Deasemnea, poate fi întâlnită în filmul Tristat & Isolda (2006), unde figurează și în trailer.

## Istoria cîntecului
Cîntecul este despre relația lui Amy Lee cu un iubit abuziv, dar poate fi folosit pentru a descrie orice tip de relații abuzive. Lee a spus că cîntecul este despre ieșirea dintr-o relație "rea", explicînd "Cînd ești la sfîrșitul funiei, cînd ești la punctul unde realizezi că ceva trebuie să se schimbe, nu poți trăi în situația în care ești. Este super. Un cîntec foarte puternic"

## Video
Videoclipul pentru "Going Under" a fost regizat de Philip Stolzl și a fost filmat în Berlin la mijlocul lui mai 2003. Lee și-a schițat costumele din videoclip cînd își revenea dintr-o boala într-un hotel din Los Angeles, locația originală a filmărilor. În video, formația se află într-un loc plin cu zombie. Oamenii normali îngrijesc transformarea în zombie pe tot parcursul videoclipului. Lee a explicat că acele zombie simbolizează media încercînd să capăte articole, cu întrebări despre religia lor. Sunt segmente cu Lee cîntînd în apă, aparent (așa cum explică cuvintele) "drowning in you"
Lee a desenat corsetul pe care il îmbracă în video, care a costat 2500$

## Track list
CD single (versiunea americană) (Realizat pe 2003)
1. "Going Under" (versiunea albumului)" (Amy Lee, David Hodges, Ben Moody) — 3:34
2. "Going Under" (live acoustic version) (Lee, Hodges, Moody) — 3:12
3. "Heart Shaped Box" (versiunea acusitică live) (Kurt Cobain) — 2:47
4. "Going Under" (versiunea video) (Lee, Hodges, Moody) — 4:00

## Sample
| (audio)                                            | \| Going Under (info) \| \| "Going Under" from Fallen \| \| Probleme în audiția fișierelor? Vezi ajutor media. \| |
| Going Under (info)                                 | |
| "Going Under" from Fallen                          | |
| Probleme în audiția fișierelor? Vezi ajutor media. | |

## Clasamente
| Clasamentul (2003)                    | Poziția |
| ------------------------------------- | ------- |
| U.S. Billboard Modern Rock Tracks     | 5       |
| U.S. Billboard Mainstream Rock Tracks | 26      |
| Argentina Top 40 Singles              | 1       |
| Australia ARIA Top 50 Singles         | 14      |
| Austria Top 75 Singles                | 14      |
| Belgium Top 50 Singles                | 28      |
| Brazil Top 100 Singles                | 10      |
| Canada Top 50 Singles                 | 11      |
| Chile Top 20 Singles                  | 1       |
| France Top 100 Singles                | 16      |
| Finland Top 20 Singles                | 19      |
| Germany Top 100 Singles               | 15      |

| Clasamentul (2003)               | Poziția |
| -------------------------------- | ------- |
| Greece IFPI Top 50 Singles       | 7       |
| Ireland Top 50 Singles           | 18      |
| Italy Top 20 Singles             | 9       |
| [Netherlands Top 40 Singles      | 26      |
| New Zealand RIANZ Top 40 Singles | 4       |
| Norway Top 20 Singles            | 12      |
| Portugal Top 20 Singles          | 2       |
| Spain Top 40 Singles             | 17      |
| Sweden Top 40 Singles            | 11      |
| Switzerland Top 100 Singles      | 13      |
| Taiwan Top 10 Singles            | 9       |
| UK Top 75 Singles                | 12      |
| Eurochart Hot 100 Singles        | 6       |
| United World Chart               | 11      |